# Брітта Камрау
Брітта Камрау (нім. Britta Kamrau, 6 квітня 1979) — німецька плавчиня. Чемпіонка світу з водних видів спорту 2007 року, медалістка 2003, 2005 років. Триразова чемпіонка Європи з водних видів спорту 2004 року.